# La Victoria (Aragua)
La Victoria, fundada como Nuestra Señora de La Victoria, es una ciudad del Estado Aragua, Venezuela, capital del Municipio José Félix Ribas, situada en la Autopista Regional del Centro, que une Caracas con Valencia y en una encrucijada de carreteras hacia la Colonia Tovar y a los llanos centrales. Desde la década de 1960 se ha desarrollado industrialmente, lo que generó un gran crecimiento demográfico, conduciendo a la conformación de una conurbación múltiple en las ciudades de Las Tejerías y El Consejo. Según el INE, en el año 2020 La Victoria poseía una población de 172 981 habitantes, llegando a los 281 285 en su área urbana.
El 12 de febrero de 2014, en conmemoración de los 200 años, fue declarada como Capital Internacional y Cultural de Venezuela por un día. Además fue reconocida como la Ciudad de La Juventud Venezolana, inaugurándose dos Monumentos Nacionales: El Paseo Bicentenario y el Cerro de la Juventud.

## Historia
La Victoria, cuyo nombre fue Nuestra Señora de Guadalupe de La Victoria, era, para 1593, una aldea aborigen (aldea de indios, para los conquistadores); fue erigida en pueblo de doctrina el 18 de noviembre de 1620. En efecto, cumpliendo mandatos reales, el gobernador y capitán general de la provincia de Venezuela, Francisco de la Hoz Berrío, y el obispo fray Gonzalo de Angulo enviaron al teniente general Pedro Gutiérrez de Lugo y al padre Gabriel de Mendoza, uno como juez poblador y el otro como juez comisario, con el objeto de reunir a los indios de las encomiendas de los valles de Aragua en centros poblados como lugares de doctrina.
Las primeras encomiendas de la zona habían sido otorgadas a partir de 1592 a numerosos conquistadores, entre los cuales podemos mencionar a Martín de Gámez, Damián del Barrio, Antonio Rodríguez, Loreto de Silva; fue densamente poblada en virtud de las importantes haciendas de la zona, en los feraces valles de Aragua. Al principio se le dio el nombre de Nuestra Señora de La Victoria en homenaje al triunfo de Lepanto y posteriormente fue seleccionada como patrona Nuestra Señora de Guadalupe.
A pesar de permanecer como pueblo hasta 1814 en que se le dio oficialmente el título de ciudad, La Victoria tuvo señalada distinción como cabeza de partido y vicariato de los valles de Aragua. Se encuentra a orillas de los ríos Aragua y Calanche que permiten el riego del importante lugar a propósito para las tareas agrícolas. La Victoria, y por extensión todos los pueblos del valle, eran asiento de haciendas pertenecientes a ricos hombres de Caracas como los Toro, los Bolívar y los Ustáriz. Alejandro de Humboldt ponderaba también la calidad del trigo que se sembraba en el área.
Con el desarrollo agrícola del siglo XIX, La Victoria gana fama por sus haciendas de caña de azúcar, maíz y frutas. Desde la década de 1960 se ha desarrollado por la instalación de numerosas industrias metalmecánicas, alimenticias y diversas manufacturas livianas, lo que acarreó un gran crecimiento demográfico que llevaría al actual estado de conurbación múltiple con las ciudades de Las Tejerías, El Consejo y San Mateo.
Fue capital del estado Aragua hasta 1917, cuando por decreto del gobierno de Juan Vicente Gómez se traslada definitivamente dicho estatus a Maracay.

## Origen del nombre
El 18 de noviembre de 1620 se le dio el nombre oficial de "Pueblo de Nuestra Señora de La Victoria", por acatamiento a un mandato del entonces Rey de España, quien había dispuesto dar este nombre a los primeros pueblos que se fundaron en América después de la célebre Batalla de Lepanto, en la cual la marina hispana obtuvo un brillante triunfo frente a las fuerzas turcas, bajo el mando de Don Juan de Austria y portando como enseña la efigie de la Virgen del Rosario de Extremadura, España.

## Acontecimientos importantes
La Victoria ha sido escenario de muchos sucesos importantes en la historia republicana de Venezuela.
El 12 de febrero de 1814 tiene lugar la sangrienta batalla de La Victoria en la que participan, aparte de las tropas regulares, jóvenes seminaristas y universitarios conducidos desde Caracas por el general José Félix Ribas, que comandó esa acción librada contra las fuerzas del coronel José Tomás Boves al mando de su lugarteniente Francisco Tomás Morales. Después de estos acontecimientos, La Victoria obtiene el privilegio de ser la capital provisional del Gobierno Plural de Venezuela. Por decreto del Libertador Simón Bolívar
El 27 de abril de 1812, el Triunvirato gobernante se establece en esta ciudad, adonde llega posteriormente el Generalísimo Francisco de Miranda, que viene en retirada y poco después se libran combates con las tropas de Domingo de Monteverde.
El 20 de junio de 1812, se produce en La Victoria la última batalla ganada por el generalísimo Francisco de Miranda.
En la noche del 1 de septiembre de 1846 tienen lugar los sucesos en los que se verá involucrado el dirigente liberal Antonio Leocadio Guzmán, quien aparentemente buscaba tranquilizar los ánimos políticos que se hallaban en efervescencia. Eran los días preliminares de la insurrección campesina de ese año en la que no tuvo participación Guzmán, sino el general Ezequiel Zamora, que predicaba una posición más radical que el líder civil. Posteriormente, La Victoria y junto con ella los demás pueblos de Aragua, fueron de las primeras entidades del país que proclamaron la Federación como sistema.
El 11 de febrero de 1848, el presidente José Tadeo Monagas puso el Ejecútese a la disposición del Congreso que creaba la provincia de Aragua y se señalaba como capital de la misma a La Victoria , jerarquía que mantuvo hasta 1881, cuando se designó a Villa de Cura capital del Gran Estado Guzmán Blanco, que abarcaba los actuales estados Aragua, Guárico, Miranda y Nueva Esparta; pero La Victoria conservó el rango de capital de la sección Aragua de ese Gran Estado; alternativamente, en 1889-1892 y en 1899-1917 fue capital del estado, hasta que en 1917 se la trasladó a Maracay por disposición de la Asamblea Legislativa de Aragua, recogida la opinión favorable de los concejos municipales y por insinuación del general Juan Vicente Gómez.
En el año 1902 tiene lugar el sitio de La Victoria, al ser atacada por las fuerzas de la Revolución Libertadora que acaudillaba el general Manuel Antonio Matos, acción en la cual intervino personalmente el general Cipriano Castro, presidente de la República, que defendía su régimen. Al final, con la ayuda del general Juan Vicente Gómez, se decidió la acción a su favor. Esta batalla comenzó el 11 de octubre y finalizó el 2 de noviembre de ese año, con el nada envidiable resultado de ser el hecho bélico que más vidas ha costado a Venezuela, incluyendo las batallas de la Guerra de la Independencia.
El 5 de julio de 1904 El General Cipriano Castro, Presidente de la República, coloca la primera piedra para la construcción del Cuartel Mariano Montilla a cargo de Luis Mantellini.
1960, 1965, 1978 y 2014 fueron declarados Monumentos Históricos Nacionales a la Santa Iglesia Matriz de La Victoria (1960), Plaza Ribas (1965), Casa del General Santiago Mariño (1965), Cuartel Mariano Montilla (1978), Cima del Cerro de la Juventud (2014), Monolitos del General José Félix Ribas (2014) y al Paseo Bicentenario de la Juventud Venezolana (2014).

## Símbolos

### Bandera

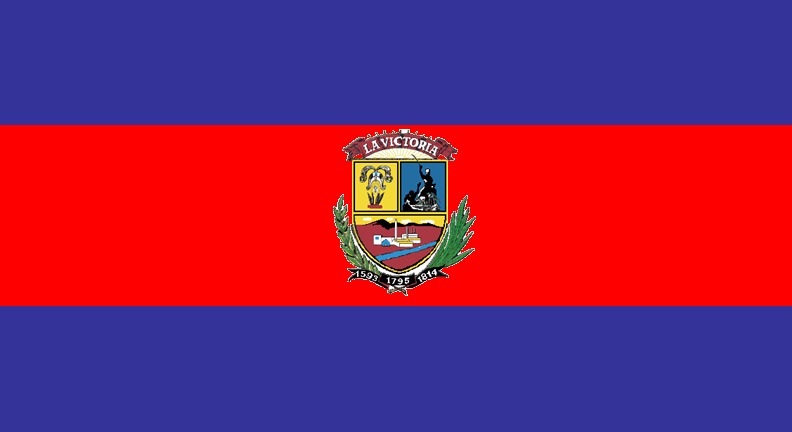
Bandera de la Ciudad de La Victoria

El 12 de febrero de 1988, en la Antigua Plaza Mayor de La Victoria, hoy Plaza Ribas, se leyó y firmó el Decreto de Creación, el cual fue oficializado el Ilustre Ayuntamiento del Municipio "José Félix Ribas" y al pie de la estatua del héroe, una estudiante victoriana desplegó el pabellón. Iniciado el desfile cívico militar, enarbolada por seminaristas, estudiantes y soldados, abriendo paso a "La Virgen Vencedora", La Bandera de la Victoria atravesó por primera vez las calles del viejo pueblo de indios, de la antigua Villa y de la moderna ciudad, de cuyo pasado glorioso, presente y promisor futuro, es orgulloso símbolo. La bandera es rectangular, dividida en tres franjas horizontales, las exteriores de color añil y la interior color rosa vieja, con el escudo.

### Escudo
El derecho de la ciudad a tener un escudo era muy antiguo, porque ya en 1794, cuando la Contaduría General de Madrid, a petición de los pobladores del entonces Pueblo de Indios de La Victoria, considerando que se llenaban todos los requisitos exigidos por las leyes, por ser el punto más céntrico de tráfico de la Provincia y tener más de 300 casas de tapias, rafas, de cal y canto cubiertas de tejas, dos cuarteles, Casa Real, Cárcel y estudios de latinidad, recomendó que fuera elevada a la simple categoría de “Pueblo” que ostentaba desde su fundación.
Al año siguiente, el 5 de septiembre de 1795, el Rey Carlos IV de España se pronunció en igual sentido, atendiendo a que era la villa más industrial de la Provincia, por tener más de 40 trapiches e ingenios; y 19 años más tarde, en 1814, El Libertador elevó a la villa, al rango de ciudad. La Victoria es, la única ciudad venezolana que ostentó los tres rangos (Pueblo, Villa y Ciudad), y la única ciudad de la República de Venezuela, por cuanto esa categoría, que durante el período hispánico era concedido solamente por el 
Rey, a La Victoria, se lo concedió El Libertador.
Siglo y medio después, ese derecho se convierte en una realidad, al ponerse en vigencia un emblema cuya finalidad es simbolizar el pasado heroico de la ciudad. Sus cuarteles en amarillo, azul y rojo, representan diferentes momentos.

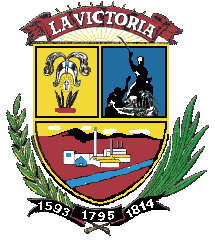
Escudo de armas

- En el superior izquierdo, El yelmo conquistador, el signo de la cruz y el cintillo del aborigen, evocadores de las luchas de la conquista, de la evangelización y la colonización.

- En el superior derecho, El conjunto escultórico “Batalla de La Victoria”, conocida popularmente como “Estatua de Ribas”.

- En el inferior, Chimeneas, torreones, industrias, el fértil valle y el Río Calanche que atraviesa la ciudad.

- En la cinta superior El glorioso y profético nombre de la ciudad.

- En la cinta inferior, Las fechas de las tres jerarquías del ente urbano; 1593 año en el cual se erigió el pueblo; 1795, año de su elevación a categoría de Villa por el Rey Carlos IV; y 1814 año glorioso de la Batalla de La Victoria, y elevación a ciudad por el Libertador.

- En el borde inferior, Las Ramas de café y caña de azúcar que simbolizan la fertilidad de la tierra.

### Himno de la ciudad
El 5 de febrero de 1944, el gran poeta villacurano Aníbal Paradisi, Ilustre Presidente del estado Aragua, dictó un Decreto, mediante el cual bautizó al día glorioso de la Batalla de La Victoria, el 12 de febrero, “El Día de Venezuela en Aragua”. Redactado personalmente por el presidente, en su texto de tres considerandos y once artículos, anuncia importantes decisiones; entre ellas abre dos concursos: el primero, entre poetas y músicos, para la composición de una canción patriótica, y el segundo, entre prosistas, para un trabajo literario sobre el tema: “Influencia de la Juventud en el desenvolvimiento histórico de Venezuela”.
El Dr. Alcibíades Matute Sojo, Secretario General de Gobierno, pública en prensa nacional las bases del concurso para la composición de la letra y música de la canción patriótica, la cual se efectuaría sobre el tema “Batalla de Ribas y los estudiantes, triunfo del idealismo en acción. El 12 de febrero símbolo de unidad nacional”, los premios serían mil bolívares cada uno.
Realizado el concurso, el jurado recibió catorce letras, examinadas todas declaró ganadora por unanimidad, la enviada bajo el título de “Himno de La Victoria”, bajo el seudónimo de “Viva la República”, sin duda alguna el autor debió inspirarse en la lectura de “Venezuela Heroica” de Don Eduardo Blanco.
El autor resultó ser el joven poeta sarraceno, residente de San Juan de Los Morros, Ernesto Luis Rodríguez. La letra, un hermoso poema inspirado en el más glorioso hecho de armas de cuantos constituyen nuestra epopeya, está dividido en cinco partes, cada una de ellas compuesta por ocho versos decasílabos, subtitulados: “Coro de los estudiantes” y estrofas I, II, III y IV.
Seleccionada la letra, se procede a escoger la música. El jurado recibe siete composiciones musicales que llegan al concurso y el 8 de abril de 1945, se reúne para emitir el veredicto; el triunfador fue la composición titulada “Himno de La Victoria” distinguida con el lema “Patria Querida” y cuyo autor fue el señor Laudelino Mejías, del estado Trujillo, músico reconocido por haber popularizado en toda Venezuela el Valse “Conticinio”.

## Ciudad de la Juventud Venezolana
Para el 12 de febrero de 2014 fueron celebrados los 200 años de la batalla de La Victoria, ese mismo día fue decretado la ciudad como capital de la República Bolivariana de Venezuela por esa jornada. Semanas antes del 12 de febrero del 2014 en la ciudad de la Victoria fueron realizados diversos eventos en conmemoración de los 200 años, como El Reencuentro Anual de La Victoria y el Desfile Estudiantil. El mismo día, el presidente Nicolás Maduro inauguró dos monumentos nacionales: El Paseo Bicentenario y el Cerro de la Juventud; además de ser decretada como Ciudad de la Juventud Venezolana.

## Paseo Bicentenario de La Victoria
El Paseo de La Victoria tiene una extensión de 480 metros de largo y 30 metros de ancho donde a comienzos del año 2015 contiene variadas canchas deportivas (fútbol sala, tenis, voleibol de playa, basquetbol), una pista de skate, ciclo vías y un parque infantil, entre otras cosas.
Se prevé que en la segunda etapa de construcción se puedan completar los 900 metros de longitud del Paseo, además de una cancha de paz, teatro, escuela de música del Sistema de Orquesta Juvenil, gradería presidencial, la gradería para el público con capacidad para 5000 personas, baños, un edificio que será Sede de variados Gimnasios, oficinas para la estadía de las autoridades y un lago artificial.
El Paseo Bicentenario está ubicado en la Avenida Bicentenaria de La Victoria, al lado del Nuevo Peaje de La Victoria con un remodelado diseño arquitectónico con cámaras de seguridad.

## Parque Recreativo Cerro de la Bandera
2) Obrero en vista hacia el Monolito derecho en plena construcción. 
La develación del monumento José Félix Ribas, ubicado en la montaña que se erige frente al Paseo de La Victoria, fue otra de las actividades más esperadas de la agenda Bicentenaria.
El secretario de infraestructura del Estado Aragua, Adnan Elmaaz, detalló que el piso de la plaza del monumento está recubierto en porcelanato de color negro y gris. Los monolitos están revestidos de granito; las bandera nacional, estadal y municipal acompañan el escenario, el cual cuenta con torres de iluminación, además de luces led a los alrededores.
Se trata de dos monolitos de 14 metros de altura alusivos al Bicentenario de la Batalla de La Victoria, inaugurado el 12 de febrero de 2014 por el presidente de la República, Nicolás Maduro, y el gobernador del Estado Aragua, Tareck El Aissami, en el municipio Ribas.
Francisco Javier Verde Alvarado, artista plástico de Maracaibo, fue el encargado de plasmar el diseño del monumento que inmortalizó la Batalla de La Juventud. El monumento presenta siete escenas que ilustran el hecho histórico, las cuales se sintetizan en dos grandes monolitos a relieve que custodian la Ciudad de la Juventud. En esta obra, que el artista plástico Verde Alvarado comenzó a diseñar en marzo de 2013, está plasmada la propuesta hecha por el difunto Hugo Chávez en el desfile cívico-militar del 198 aniversario de la Batalla de La Victoria, en 2012, de construir un paseo en homenaje a la juventud y al bicentenario de la gesta heroica.
En la construcción del monumento participaron unas 62 personas, entre las que se encuentran obreros, artesanos, diseñadores gráficos, historiadores y cultores. El monumento en el Cerro de la Juventud se trata de una obra realizada en alto relieve donde predomina la figuración, como regla estética. Está basado en dos composiciones: la batalla de La Victoria y el enfrentamiento en la guerra independentista de aquellos que seguían ideales realistas y los que defendían ideales patrios.
En la obra también se representa la crueldad de José Tomás Boves. En la parte superior se encuentran José Félix Ribas y Simón Bolívar, sosteniendo la misma espada, la misma lucha.
La obra se realizó con una técnica tradicional de la escultura pero con un vaciado con propuestas de nuevas tecnologías. Es una propuesta usada por escultores europeos que se basa en la utilización de resinas, por la resistencia que tienen ante la intemperie. En La Victoria se emplearon resinas poliéster (piedras artificiales) con cargas de polvo de mármol y talco industrial con pigmentación realizada a base de purpurina dorada y polvo de bronce, que crea una piedra artificial resistente.